# Internazionali d'Italia 1999 - Qualificazioni doppio maschile
Le qualificazioni del doppio maschile dell'Internazionali d'Italia 1999 sono state un torneo di tennis preliminare per accedere alla fase finale della manifestazione. I vincitori dell'ultimo turno sono entrati di diritto nel tabellone principale. In caso di ritiro di uno o più giocatori aventi diritto a questi sono subentrati i lucky loser, ossia i giocatori che hanno perso nell'ultimo turno ma che avevano una classifica più alta rispetto agli altri partecipanti che avevano comunque perso nel turno finale.
Le qualificazioni del doppio del torneo Internazionali d'Italia 1999 prevedevano 8 coppie partecipanti di cui 2 sono entrate nel tabellone principale.

## Teste di serie
1. Marius Barnard /  Aleksandar Kitinov (primo turno)
2. Mark Keil /  Fernando Meligeni (primo turno)

1. Juan Ignacio Carrasco /  Jairo Velasco, Jr. (primo turno)
2. Tom Kempers /  Jan Siemerink (primo turno)

## Qualificati
1. Hicham Arazi  /   Mosè Navarra

1. Thomas Enqvist  /   Thomas Johansson

## Tabellone

### Legenda
| - Q = Qualificato - WC = Wild card - LL = Lucky loser | - ALT = Alternate - SE = Special Exempt - PR = Protected Ranking | - w/o = Walkover - r = Ritirato - d = Squalificato |

### Sezione 1
|  | Primo turno | Primo turno                              | Primo turno                              | Primo turno | Primo turno |  |  | Ultimo turno               | Ultimo turno               | Ultimo turno | Ultimo turno | Ultimo turno |  |
|  |             |                                          |                                          |             |             |  |  |                            |                            |              |              |              |  |
|  |             | Dominik Hrbatý Libor Pimek               | Dominik Hrbatý Libor Pimek               | 6           | 6           |  |  |                            |                            |              |              |              |  |
|  | 1           | Marius Barnard Aleksandar Kitinov        | Marius Barnard Aleksandar Kitinov        | 3           | 4           |  |  | Dominik Hrbatý Libor Pimek | Dominik Hrbatý Libor Pimek | 1            | 6            | 5            |  |
|  |             | Hicham Arazi Mosè Navarra                | Hicham Arazi Mosè Navarra                | 6           | 6           |  |  | Hicham Arazi Mosè Navarra  | Hicham Arazi Mosè Navarra  | 6            | 3            | 7            |  |
|  | 3           | Juan Ignacio Carrasco Jairo Velasco, Jr. | Juan Ignacio Carrasco Jairo Velasco, Jr. | 3           | 2           |  |  |                            |                            |              |              |              |  |

### Sezione 2
|  | Primo turno | Primo turno                     | Primo turno                     | Primo turno | Primo turno |  |  | Ultimo turno                    | Ultimo turno                    | Ultimo turno                    | Ultimo turno                    | Ultimo turno |  |
|  |             |                                 |                                 |             |             |  |  |                                 |                                 |                                 |                                 |              |  |
|  |             | Marc Rosset Greg Rusedski       | Marc Rosset Greg Rusedski       | 6           | 6           |  |  |                                 |                                 |                                 |                                 |              |  |
|  | 2           | Mark Keil Fernando Meligeni     | Mark Keil Fernando Meligeni     | 4           | 3           |  |  | Marc Rosset Greg Rusedski       | Marc Rosset Greg Rusedski       | Marc Rosset Greg Rusedski       | Marc Rosset Greg Rusedski       |              |  |
|  |             | Thomas Enqvist Thomas Johansson | Thomas Enqvist Thomas Johansson | 7           | 6           |  |  | Thomas Enqvist Thomas Johansson | Thomas Enqvist Thomas Johansson | Thomas Enqvist Thomas Johansson | Thomas Enqvist Thomas Johansson | W-O          |  |
|  | 4           | Tom Kempers Jan Siemerink       | Tom Kempers Jan Siemerink       | 5           | 4           |  |  |                                 |                                 |                                 |                                 |              |  |